# Національний центр наукових досліджень «Демокріт»
Національний центр наукових досліджень «Демокріт», або НЦНД «Демокріт» — найбільший дослідницький центром Греції, в якому працюють понад 1000 науковців, інженерів, техніків. Це міждисциплінарний науково-дослідний центр, який фокусується переважно на кількох галузях природничих і технічних наук. Тут розміщуються найбільші та найсучасніші дослідницькі лабораторії країни. НЦНД «Демокріт» — єдиний центр ядерних досліджень Греції. Він має атомний реактор, субкритичний реактор і генератор Ван де Граафа.
НЦНД «Демокріт» розташований на площі близько 600 тисяч м² землі Ая-Параскеві, в афінському передмісті, розташованому за 10 кілометрів від центру столиці, на північній стороні гори Іметт.

## Структура центру
Науково-дослідна діяльність центру здійснюється вісьмома адміністративно незалежними інститутами:
- Інститут біології.
- Інститут матеріалознавства.
- Інститут мікроелектроніки.
- Інститут інформатики і телекомунікацій.
- Інститут ядерних технологій — радіаційної безпеки.
- Інститут ядерної фізики.
- Інститут радіоізотопів і променевої діагностики.
- Інститут фізичної хімії.